# Megalithanlage von Waabs-Karlsminde

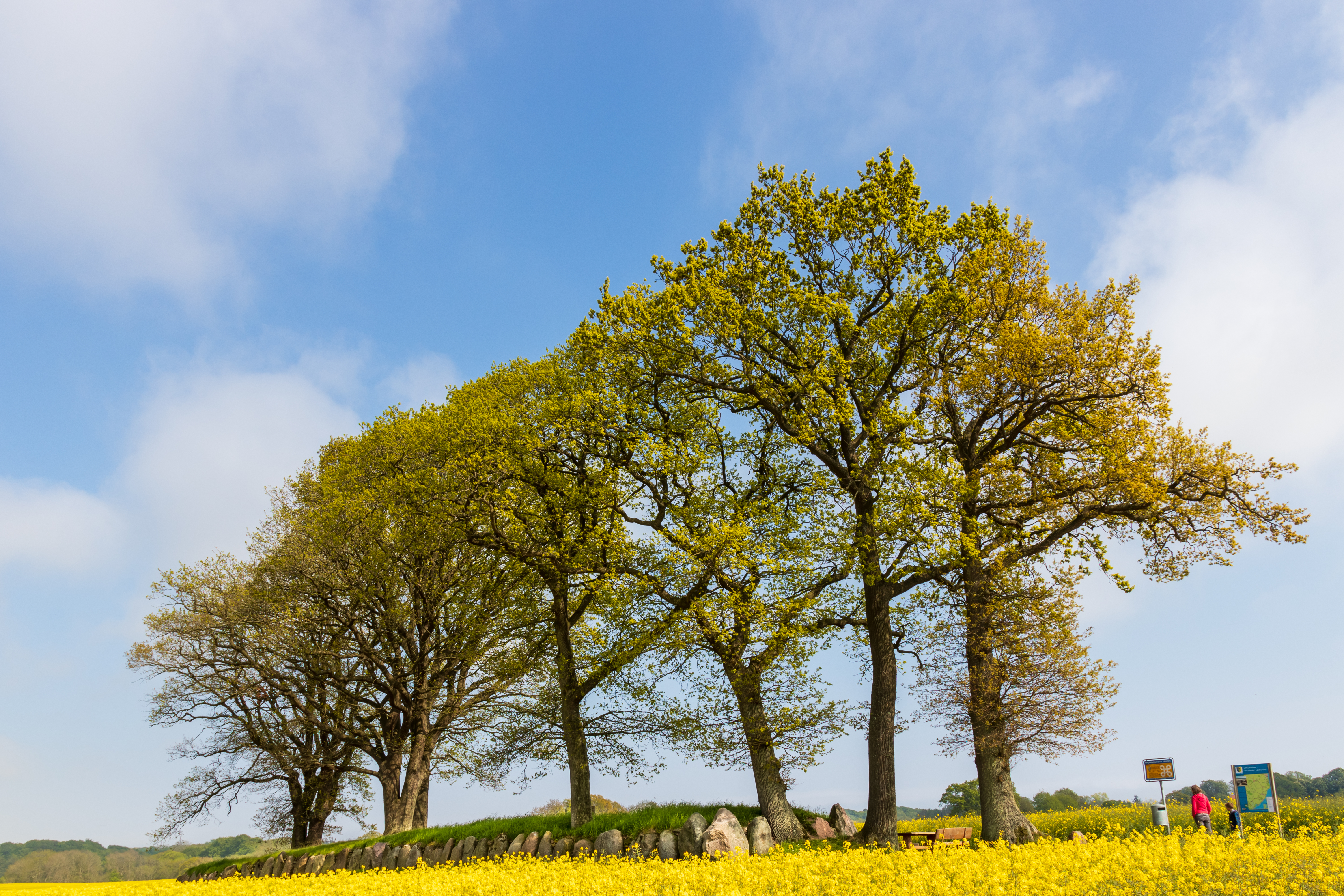
Hünenbett von Waabs-Karlsminde

Die Megalithanlage von Waabs-Karlsminde ist eine gut restaurierte neolithische Megalithanlage in Waabs im Kreis Rendsburg-Eckernförde in Schleswig-Holstein. Das Hünenbett enthält die Reste von drei querliegenden Rechteckdolmen. Es hat die Sprockhoff-Nr. 66, entstand zwischen 3500 und 2800 v. Chr. und ist eine Megalithanlage der Trichterbecherkultur (TBK).
Von 1976 bis 1978 wurde die Anlage von der Arbeitsgemeinschaft für Vor- und Frühgeschichte der Heimatgemeinschaft Eckernförde e. V. unter Aufsicht des Landesamtes für Vor- und Frühgeschichte, Schleswig (LVF), untersucht und restauriert.

## Einfassung
Ein Großteil der insgesamt 108 Steine der in Ost-West-Richtung angelegten Einfassung des rechteckigen Langbettes war erhalten. Die Standplätze fehlender Steine waren durch ihre Fundamente zu lokalisieren. Auf der Südseite standen einige in situ. Die meisten Randsteine lagen jedoch nach außen verkippt und waren von der auseinander gelaufenen Hügelschüttung bedeckt. Nach der Rekonstruktion/Restaurierung maß die Einfassung 57,0 × 5,3 m. Die Steine erreichen bis zu 2,5 m Höhe. Im intakten Bereich waren Reste des Zwischenmauerwerkes mit Lehmverputz vorhanden. Unter drei Zwickeln fanden sich Mahlsteine. Ein Randstein hat ein Schälchen. Der Nordwesten der Anlage war durch eine Mergelkuhle gestört.

Megalithanlage von Waabs-Karlsminde
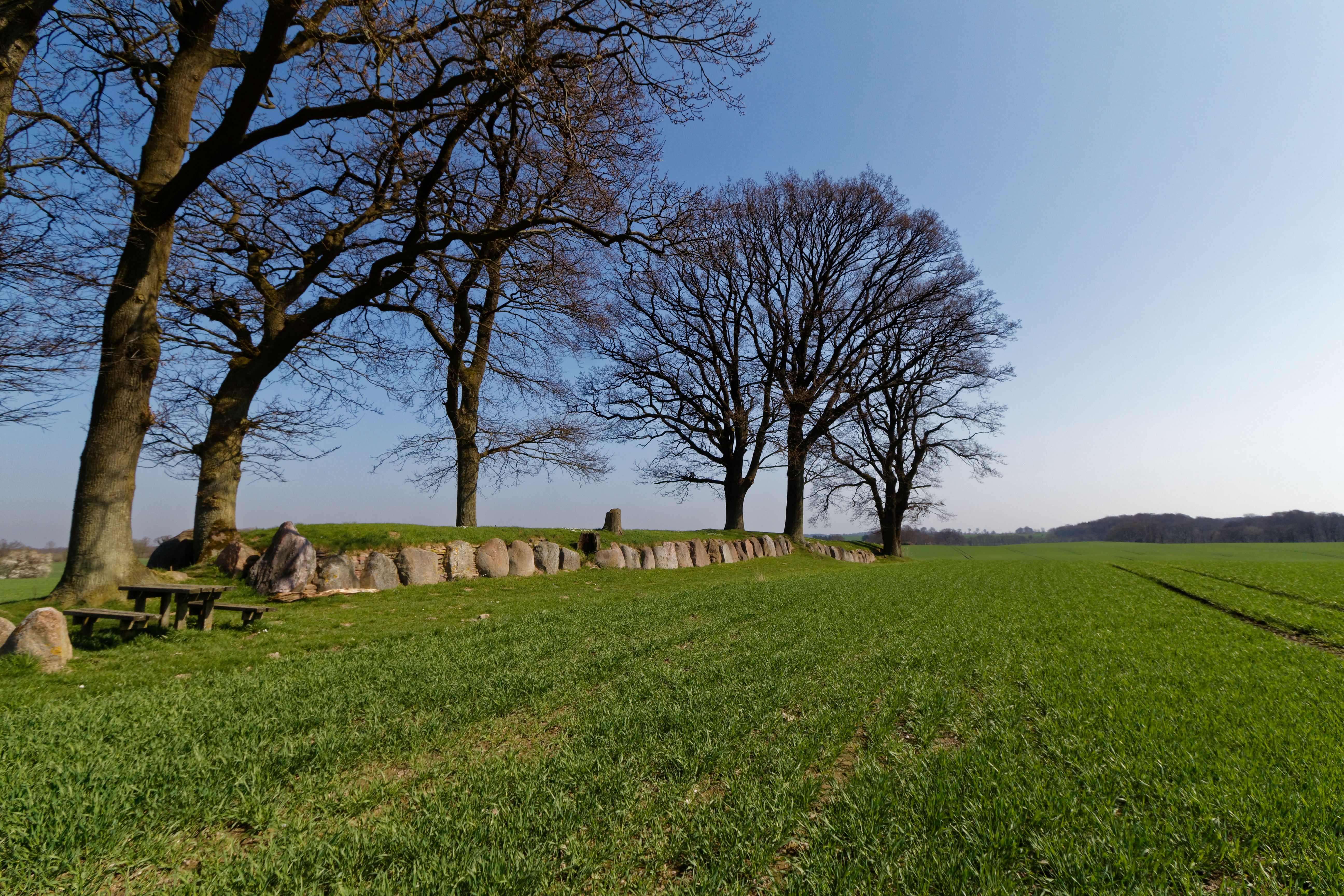
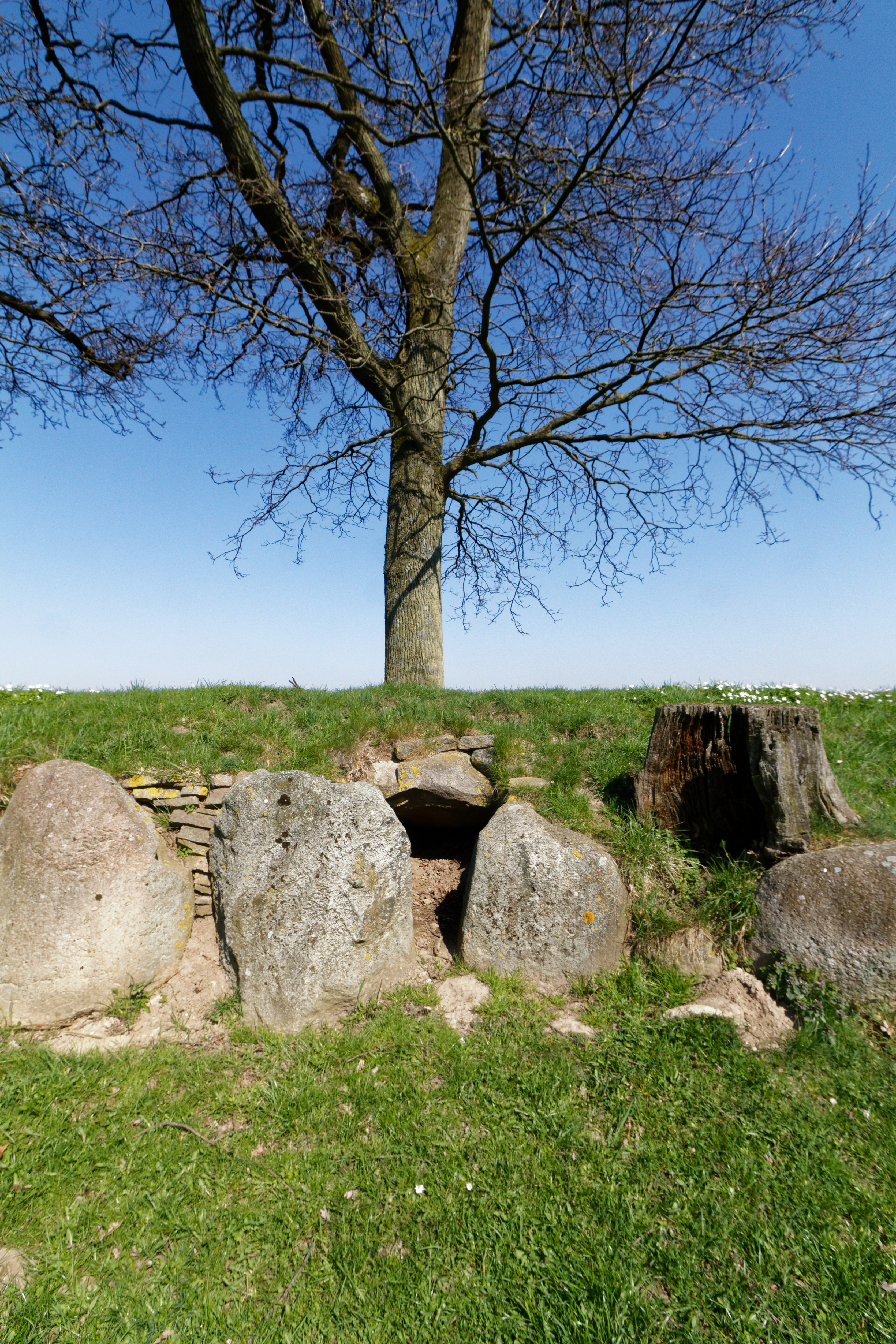
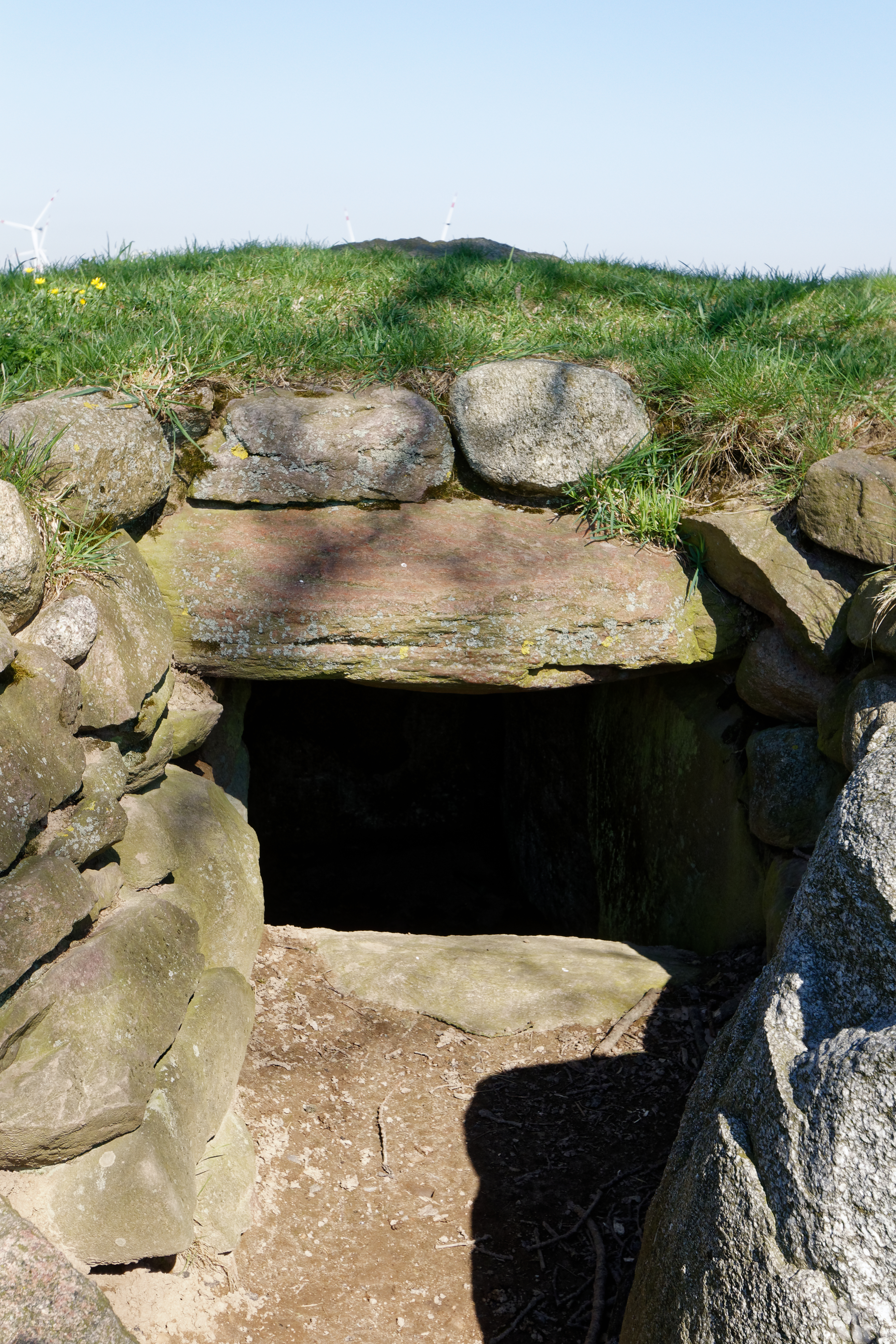
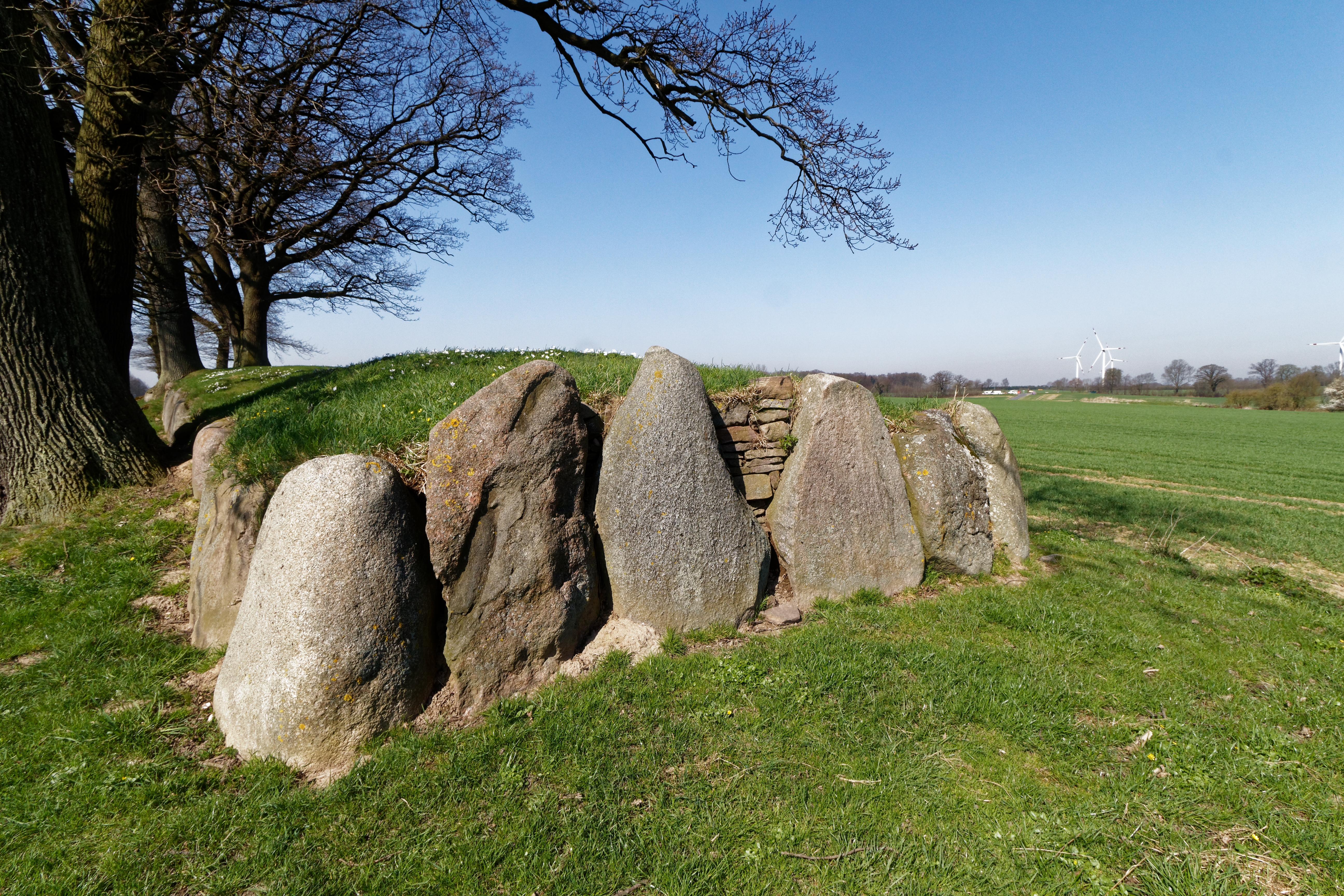
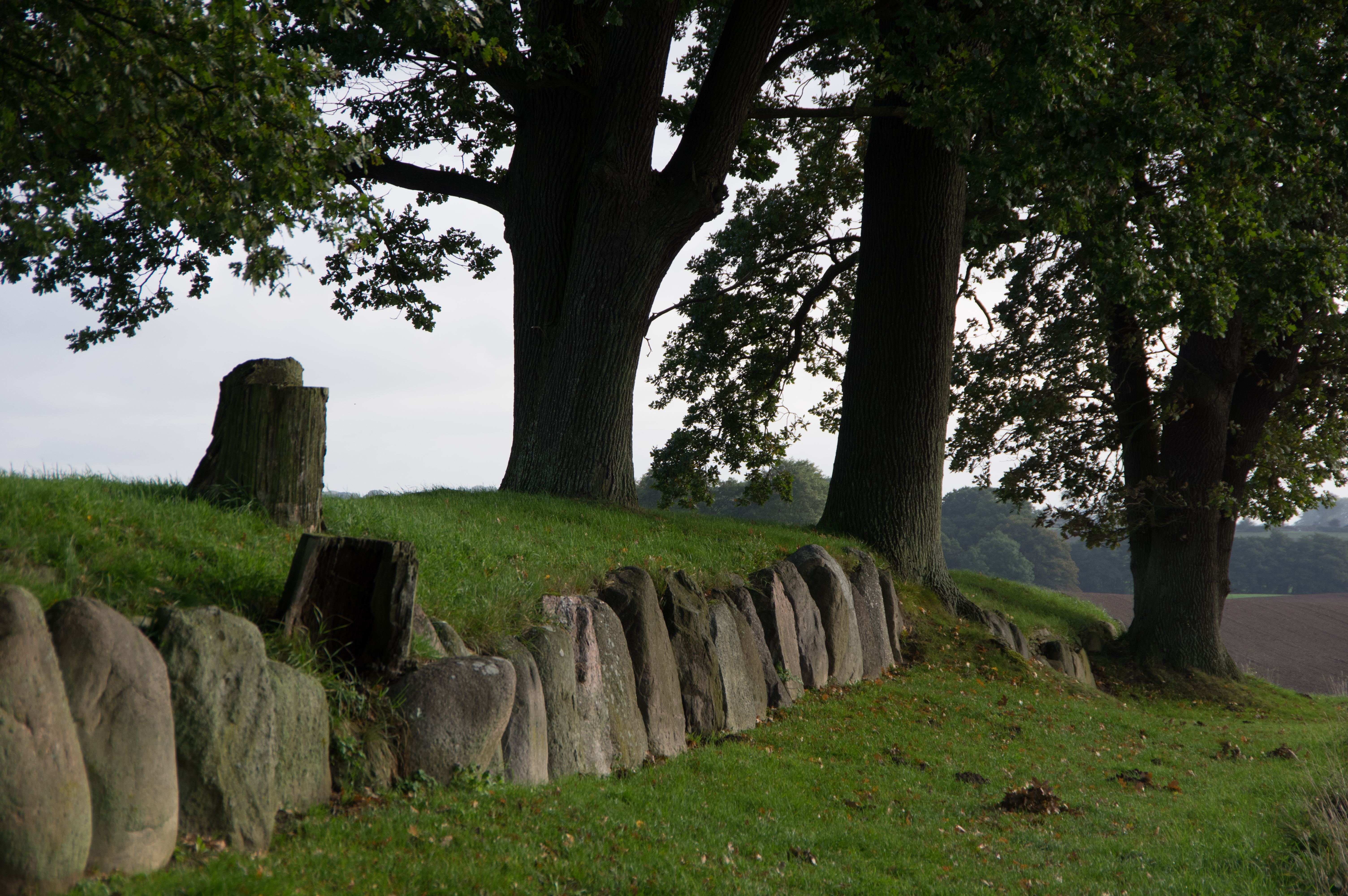
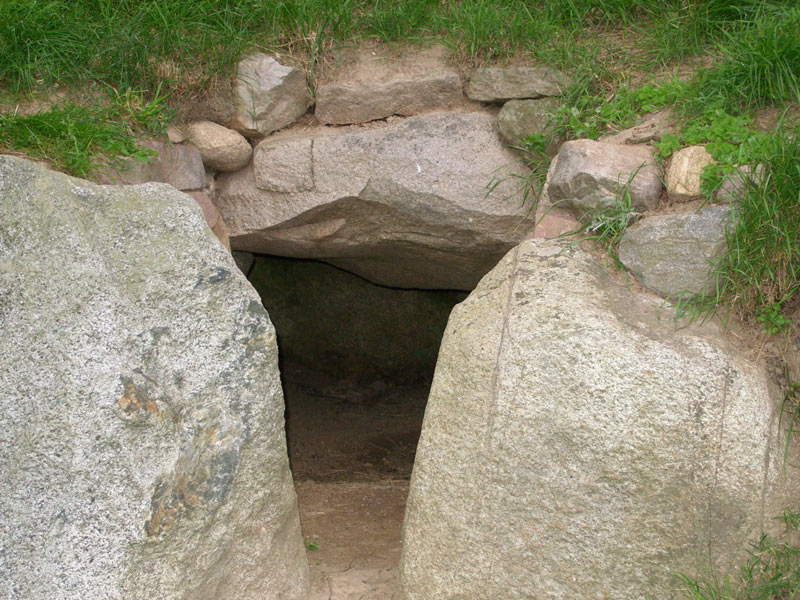
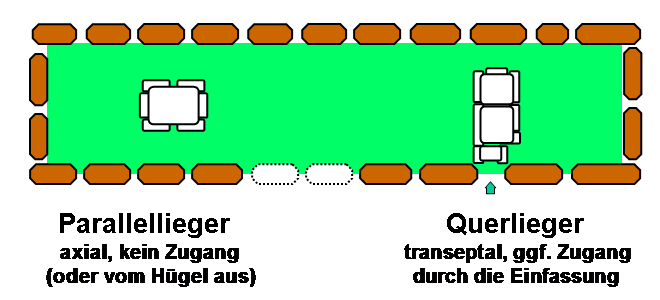
Hünenbett mit quergelegenen Dolmen; Anordnung Waabs rechts
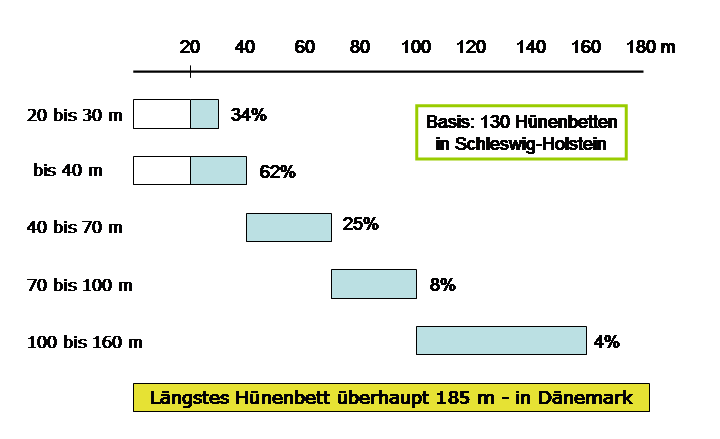
Längen der Einfassungen in Schleswig-Holstein

Die drei Dolmen (1 = West, 2 = Mitte, 3 = Ost). liegen quer im Langbett, mit dem Zugang im Süden. Dolmen 2 wurde erst im Zuge der Restaurierung entdeckt, die auch zeigte, dass dieser Dolmen ursprünglich in einem Rundhügel lag, der später in das Langbett integriert wurde.

## Dolmen 1 (West)
Der Dolmen hat zwei Tragsteine je Langseite, einen Endstein und einen halbhohen Eintrittstein, sowie einen großen und einen kleinen Deckstein. Der kleine war gespalten und in die Kammer verrutscht. Die Innenmaße der leicht trapezoiden, 1,1 m hohen Kammer betragen 2,1 × 1,4 m (im Zugangsbereich schwach eingewinkelt). Das Bodenpflaster aus faust- bis doppelfaustgroßen Steinen lag unter einer Schüttung aus gebranntem Feuerstein.

### Funde
Auf dem Pflaster wurden fünf querschneidige Pfeilspitzen, ein Feuersteinmesser und Scherben von einem Trichterbecher gefunden.

## Dolmen 2 (Mitte)
Der exakt rechteckige Dolmen hat zwei Tragsteine je Langseite; einen Endstein und einen halbhohen Eintrittstein. Der oder die Decksteine fehlen. Innen beträgt die Fläche 2,2 × 1,15 m und die Höhe 1,35 m. Im Eingangsbereich wurden Steine gefunden, mit denen wohl ursprünglich die Zugangsöffnung verschlossen war. Das gewölbte Bodenpflaster war mit Lehmestrich überzogen, der starke Brandspuren zeigte. Darauf lag eine 5 cm mächtige Schicht aus gebranntem Feuerstein.

### Funde
Die Kammer war mit stark verfestigtem Lehm gefüllt, über dem eine Humusschicht lag. Im oberen Bereich der Verfüllung wurden größere Steinbrocken gefunden. In einer Ecke lag das Fragment einer Bernsteinperle in der Schüttung. Außerhalb der Kammer wurde, direkt neben dem Zugang ein Mahlstein gefunden.

## Dolmen 3 (Ost)
Der nahezu quadratische Dolmen hat sieben Tragsteine. Zwei wurden aus einem Block gespalten. Jeweils ein größerer und ein kleinerer Tragstein bilden die Langseiten, die größeren liegen im Norden. An der Nordseite liegen zwei etwa gleich breite Endsteine. In der Westhälfte der Zugangsseite befindet sich ein so genannter Halbstein (die halbe Kammerbreite einnehmender Endstein), daneben ein halbhoher Eintrittstein. Ein einziger großer Deckstein (2,7 × 2,8 × 1,0 m), von dem Teile abgesprengt sind, so dass er nicht mehr sicher aufliegt, bedeckt die Kammer. Die Innenmaße betragen 2,1 × 2,0 m; die Höhe beträgt 1,4 m. An der Nordostecke waren Reste von Zwischenmauerwerk erhalten. Das Bodenpflaster hat einen 2–5 cm starken Lehmestrich mit Brandspuren unter der 5 cm mächtigen Schüttung von geglühtem Feuerstein. Zuunterst lag eine Sandschicht.

### Funde
Der Dolmen war in den oberen 1,15 m mit lockerem Humus gefüllt; darunter folgte eine festere 0,25 m starke Humus-Lehm-Schicht. Es wurden keine Funde gemacht.

## Außenbereich
Die abgetragene Erde war im gesamten Grabungsbereich mit Holzkohle und Brandschichten durchsetzt. Außerhalb der Kammern wurden Abschläge und einzelne Feuersteingeräte geborgen (verschiedene Schaber, Bohrer und Kernsteine). An der Nordseite der Anlage lag ein geschliffenes Beilfragment. In der Hügelschüttung fanden sich fünf Mahlsteine. Zwischen Dolmen 2 und 3 wurden an der südlichen Einfassung in einer zerstörten Steinsetzung Scherben einer Urne aus der jüngeren Bronzezeit mit Leichenbrand gefunden. Südlich von Dolmen 3 wurden gebrannter Feuerstein und Scherben gefunden (zwei neolithische, einige aus der Bronzezeit, überwiegend jedoch eisenzeitliche). Im Bereich der Mergelkuhle wurden unter dem Oberboden sieben Gruben mit Funden aus der älteren Kaiserzeit entdeckt.